# Ferrotaaffeite-6N'3S
La ferrotaaffeite-6N'3S è un minerale.

## Sinonimi
La ferrotaaffeite-6N'3S è conosciuta anche come pehrmanite, quest'ultima denominazione è stata abbandonata dall'IMA nel 2002.